# 藤原京
藤原京（日语：／ Fujiwara-kyō ?）是日本飛鳥時代的都城之一，位於飛鳥京的西北部，今奈良縣橿原市一帶，是日本歷史上最大的都城，且為日本最早按照條坊制（じょうぼうせい）布局的唐風都城，这座都城還體現了《周禮·考工記》中對都城布局的設計。

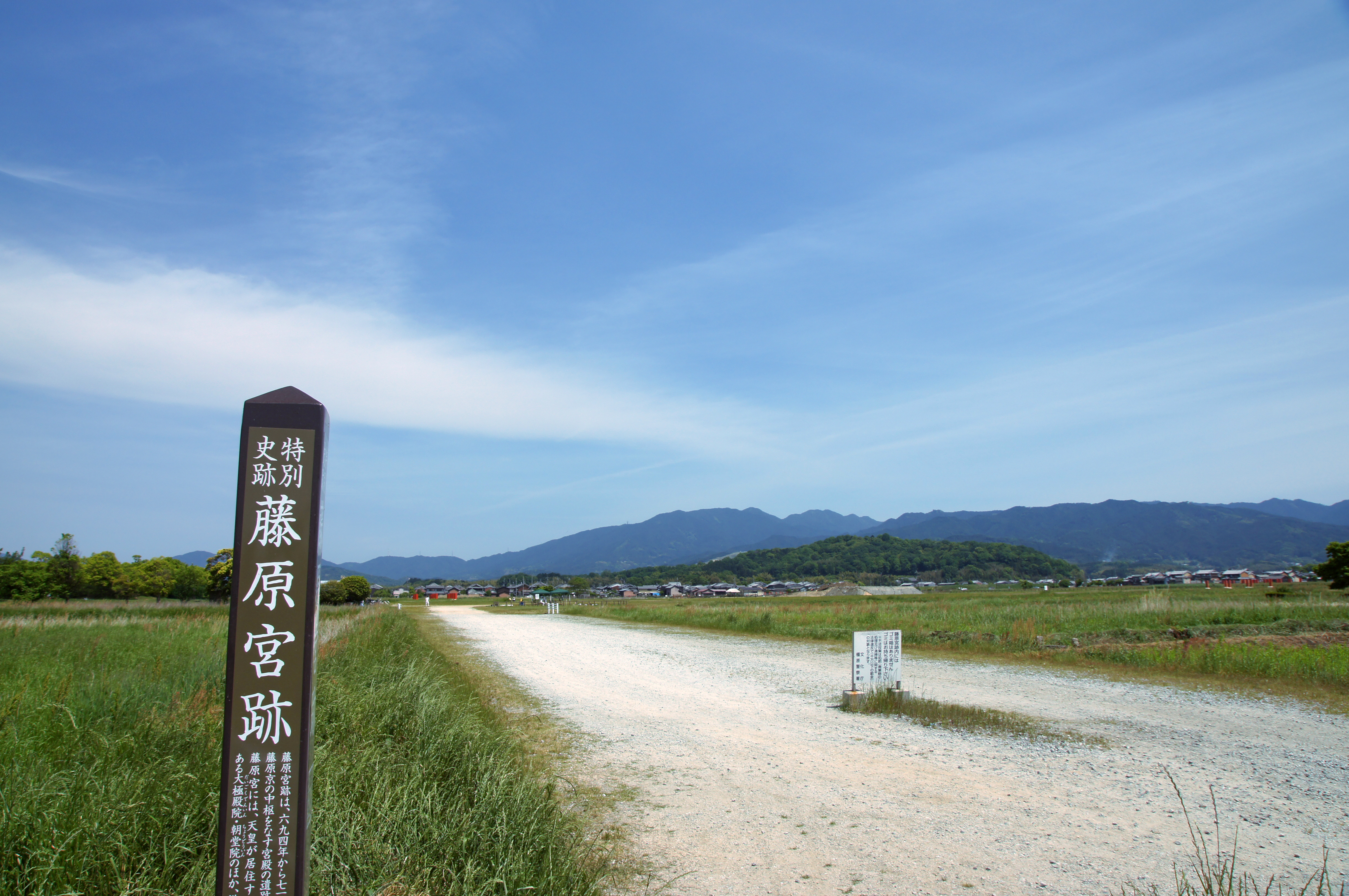
藤原京

34°30′8.5788″N 135°48′27.1368″E / 34.502383000°N 135.807538000°E

## 概要
按《日本書紀》的記載，藤原京自690年（持統天皇4年）開始建設，694年（持統8年）天皇自飛鳥淨御原宮遷都於此。但根據現代研究，都城實際乃建成於704年（慶雲元年），而早在676年（天武天皇5年）即已開始建造。
飛鳥時代為日本律令制度逐漸發展完備的時代，飛鳥淨御原令、大寶律令等國家基本法陸續頒布，效仿唐朝以壯麗的宮殿及都城來彰顯天皇的權威是必要的，藤原京因此成為日本最初的大型唐風都城。
藤原京自啟用開始，經歷持統、文武、元明三代，708年（和銅元年）元明天皇下旨遷都，710年（和銅3年）遷都平城京，藤原京作為都城的地位因此結束，日本也從飛鳥時代正式進入奈良時代。按《扶桑略記》的記載，藤原宮於遷都翌年燒毀。

### 名稱
「藤原京」乃近代所使用的學術用語，《日本書紀》將藤原京稱為「新益京」；而皇宮則稱為「藤原宮」。

## 規模・京域
藤原京位於今橿原市大和三山（耳成山、畝傍山、天香久山）所包圍的區域，在發掘出都城東西兩側的界線後，藤原京的規模被認為是5.3公里見方、面積至少25平方公里以上的城市，由縱橫整齊的道路劃分為棋盤式的街道，皇宮藤原宮位於京城中央。

## 藤原宮
藤原宮規模約一公里見方，周圍以塀圍繞，是高約五公尺，頂部加蓋瓦葺屋頂的土牆。皇宮四面各建三門，共十二座門，南面正門為朱雀門。
朱雀門之北為朝堂院，為朝廷理政、舉行典禮之所，藤原宮朝堂院為所有朝堂院中最大者。朝堂院北端為大極殿院，正殿為大極殿。

## 現状
奈良縣橿原市高殿町残留有藤原宮大極殿（だいごくでん）的土台、周围还存有古迹公园。藤原宮跡的6成被指定为日本国家特别历史遗迹，藤原宮及其遗迹的发掘调查工作仍在继续。
2007年1月、日本政府将飞鸟藤原宫都相关建筑群登录入世界遗产申请的暂定名单中。

## 白鳳文化
介於飛鳥文化與天平文化之間，白鳳文化在此時蓬勃發展，包含藤原京及京內大官大寺、藥師寺等佛寺，即為白鳳文化之代表。